# Municipio de Walnut Creek (Kansas)
El municipio de Walnut Creek (en inglés: Walnut Creek Township) es un municipio ubicado en el condado de Mitchell en el estado estadounidense de Kansas. En el año 2010 tenía una población de 34 habitantes y una densidad poblacional de 0,36 personas por km².

## Geografía
El municipio de Walnut Creek se encuentra ubicado en las coordenadas 39°25′47″N 98°18′58″O / 39.42972, -98.31611. Según la Oficina del Censo de los Estados Unidos, el municipio tiene una superficie total de 93.4 km², de la cual 88,32 km² corresponden a tierra firme y (5,44 %) 5,08 km² es agua.

## Demografía
Según el censo de 2010, había 34 personas residiendo en el municipio de Walnut Creek. La densidad de población era de 0,36 hab./km². De los 34 habitantes, el municipio de Walnut Creek estaba compuesto por el 100 % blancos. Del total de la población el 0 % eran hispanos o latinos de cualquier raza.